# Tamyra Gray
Tamyra Monica Gray (Takoma Park, 26 luglio 1979) è una cantautrice e attrice statunitense.

## Biografia
Dopo essersi laureata in diritto societario, Tamyra Gray ha guadagnato notorietà come quarta classificata della prima edizione di American Idol. Ha duettato con la vincitrice dell'edizione Kelly Clarkson in You Thought Wrong, di cui è anche co-autrice, contenuta nel suo album di debutto Thankful. Il suo album di esordio, intitolato The Dreamer, è stato pubblicato nel 2004 ed ha raggiunto la 23ª posizione della Billboard 200. È stata co-autrice del singolo di debutto della vincitrice della terza edizione di American Idol Fantasia Barrino, I Believe e ha collaborato alla scrittura di alcune tracce del disco A Public Affair di Jessica Simpson.
Nel 2003 Tamyra Gray ha avuto un ruolo ricorrente in Boston Public. Successivamente si è affermata come attrice di Broadway e di musical, partecipando a produzioni come Rent, Twist, If/Then e Once on This Island.

## Discografia

### Album in studio
- 2004 – The Dreamer

### Singoli
- 2004 - Raindrops Will Fall

## Filmografia

### Cinema
- The Gospel, regia di Rob Hardy (2005)
- Rachel sta per sposarsi (Rachel Getting Married), regia di Jonathan Demme (2008)

### Televisione
- Boston Public - serie TV, 7 episodi (2003)
- Le cose che amo di te (What I Like About You) – serie TV, 2 episodi (2004)
- The Rookie - serie tv, episodio 3x08 (2021)